# 영천향교 대성전
영천향교 대성전(永川鄕校 大成殿)은 대한민국 경상북도 영천시 교촌동 영천향교 내에 있다. 1978년 4월 11일 대한민국의 보물 제616호로 지정되어 있다.

## 개요
공자를 비롯한 성현(聖賢) 7명의 위패를 봉안하고 봄, 가을마다 제향을 올리고 있다. 조선 세종 17년(1435년)에 건립되었고 그 후 중종 8년(1513년)경 군수 김흠조가 중수하였으며, 광해군 14년(1622년)경 군수 황효의가 다시 중수하는 등 여러 차례의 중수를 거쳐 오늘날에 이르렀다. 건물의 양식은 정면 5칸, 측면 3칸의 단층 맞배집으로 장대석 바른층쌓기의 기단 위에 막돌초석을 놓고, 두리기둥을 세워 주두와 익공을 놓은 물익공식의 건축이다. 처마는 겹처마이고, 양측 박공에는 풍판을 달았다. 대성전 앞 동서 양쪽에는 동무와 서무가 있다.

## 참고 자료
- 영천향교 대성전 - 국가유산청 국가유산포털
- 이 문서에는 다음커뮤니케이션(현 카카오)에서 GFDL 또는 CC-SA 라이선스로 배포한 글로벌 세계대백과사전의 내용을 기초로 작성된 글이 포함되어 있습니다.